# Mu Arae c
Mu Arae c (također HD 160691 c) je egzoplanet u orbiti oko zvijezde Mu Arae iz zviježđa Oltar, udaljene 49.8 svjetlosnih godina. 